# Властели
Вла́стели (ед. ч. властелин или властель, собир. властела; серб. властели, властелин, властела) — название высшей знати в средневековой Сербии, Боснии, Дубровнике и в Древнерусском государстве.

## Происхождение термина

### Властели
Первоначально представителей сербской знати называли словом «вельможи», которое позднее было вытеснено термином «властели» (ед. ч. — властелин). Термин «властели» возник как калька греческого слова архонт — «начальник, правитель, повелитель». «Властели» и «князья» составляли высшую знать в государстве первых Неманичей. При этом для обозначения средних и мелких феодалов использовались термины «боляре», «войники», редко «слуги». В 1230—1240-х годах сербские правители, в том числе короли Радослав и Владислав, стали именовать всех светских феодалов одним термином — «боляре». Изменение терминологии проходило одновременно в Боснии (за исключением Хума) и Дубровнике, и могло быть следствием влияния усиливавшегося Болгарского царства.

#### Властеличичи
Влиянием Византии было обусловлено появление термина «властеличичи». В грамоте короля Драгутина, составленной в 1276—1281 годах, правители Дубровника именуются «властеличичами». Этот термин, соответствующий византийским «архонтопулам», как калька с греческого проник в Сербию после расширения владений Неманичей за счёт бывших земель Византии (район Призрена). После создания сербским королём Душаном Сербо-греческого царства в 1345 году феодальный класс в бывших византийских провинциях был поделён на властелей и властеличичей, которым в Византии соответствовали архонты и архонтопулы. Однако «властеличичи», как и созданное Душаном царство, просуществовали недолго.
В Боснии после провозглашения Боснийского королевства в 1377 году Котроманичи пытались внедрить термин властеличичи в официальное употребление. Однако из-за сопротивления высших феодалов его применение в отношении знати оказалось недолговечным. Позднее термин использовался в боснийских документах применительно к «полномочным послам». Слово «властеличичи» применительно к властелям встречается в Полицком статуте в Далмации, написанном, скорее всего, во второй половины XV века.

## Положение властелы

### Сербия
В Сербии в зависимости от размера владений высшая знать делилась на великих и малых властелей. Кроме властелей существовали также властеличичи и войники. Их права мало отличались друг от друга. Они были вправе в своих владениях вершить правосудие, за исключением тяжких преступлений (убийство, разбой, измена), которые разбирались государственными судьями. Властела обязана была собирать в государственную казну налог с крестьян и в случае войны предоставить королю пешее войско. По письменным источникам средневековья к властеле относилось и высшее духовенство. Властели приобретали земли сначала путём захвата общинных земель, а позднее — в форме пожалования от королей. Наследственные владения знати носили название «баштина», которой феодалы распоряжались по своему усмотрению. В случае измены феодал мог лишиться землевладения. Кроме того, существовало также условное землевладение за государственную и военную службу. Великие властели заводили собственные двор с чиновниками, имели свои тюрьмы. В хрисовуле первой половины XIII века властели были противопоставлены «прочим войникам» и «убогим людям». Владение властеля называлось властелинство.

### Босния

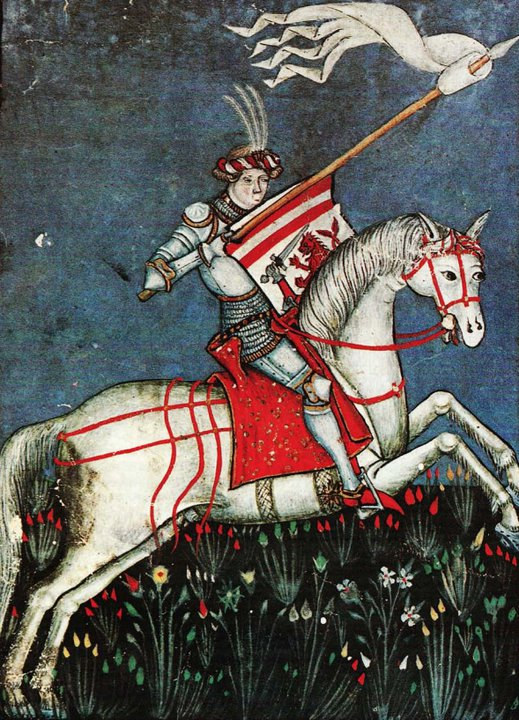
Воевода Хрвое, миниатюра XV века

В Боснии все феодалы, вышедшие из слоя старейшин, назывались кнезами. К концу XIV века знать разделилась на великих воевод и воевод, занимавших высший статус, и властеличичей, нередко находившихся в положении вассалов перед воеводами. Воеводы имели племенитых людей и «слуг», которым предоставляли грамоты на управление баштинами. Владения крупных феодалов носили названия «племенштина» и «племенита баштина». Чтобы продать племениту баштину, феодал должен был заручиться согласием родственников. Новые владения приобретались благодаря пожалованиям правителей. Воеводы на государственном собрании — станке, или зборе, избирали правителя государства из рода Котроманичей, объявляли войну и заключали мир. Крупными и влиятельнейшими феодалами в децентрализованном Боснийском государстве XIV—XV веков были Павловичи, Косачи и Хорватиничи.

### Древнерусское государство
В древнерусских памятниках термин «властель» использовался для обозначения лица, которое имело какую-нибудь власть. Так, этим термином в «Псковской Правде» обозначаются все вообще псковские чиновники: «и всякому властелю за друга не тягатись, опрочь своего орудия». Среди этих властелей «Псковская Правда» знает волостеля.